# Streptopus
Genre
Classification phylogénétique
Streptopus est un genre de plantes à fleurs de la famille des liliacées (ou des asparagacées selon les classifications).

## Usages alimentaires
L'ethnobotaniste François Couplan rapporte dans un ouvrage de 2009 que les fruits et jeunes pousses de  S. amplexifolius était autrefois consommées par les amérindiens du nord ; après cuisson . 

On sait maintenant que leurs baies contiennent des saponines susceptibles de provoquer des troubles digestifs et sanguins (hémolyse). 

## Liste d'espèces
Selon ITIS (5 août 2015) :
- Streptopus amplexifolius (L.) DC.
- Streptopus lanceolatus (Ait.) Reveal -- Streptope rose
- Streptopus × oreopolus Fern. (pro sp.)
- Streptopus streptopoides (Ledeb.) Frye & Rigg

Selon NCBI (26 octobre 2024) :
- Streptopus amplexicaulis
- Streptopus amplexifolius
- Streptopus koreanus
- Streptopus lanceolatus
- Streptopus obtusatus
- Streptopus ovalis
- Streptopus parasimplex
- Streptopus parviflorus
- Streptopus simplex
- Streptopus streptopoides